# Guerrilha dos Muras
Guerrilha dos Muras foi uma guerra que envolveu os portugueses e os Muras, que resistiram durante séculos aos portugueses que penetraram na região Amazônica entre os rios Madeira e Negro.

## História

### Antecedentes
O povo Muras habitava a região ao longo dos rios Negro, Madeira e o Baixo Purus. Era um povo nômade que percorriam o emaranhado de canais que desemboca ao longo do rio Solimões e do Madeira, e que durante o inverno habitavam as canoas e durante o verão habitava pequenas palhoças nas praias.  Nenhum outro povo predominou em uma área tão extensa, pois chegaram ao alto Solimões, atingindo a fronteira com o Peru. São conhecidos pelo fato de evitarem contato com a civilização branca e rechaçar qualquer tentativa de invasão de seus territórios, devido ao fato de terem um profundo ódio contra tudo que limitasse sua liberdade: resgates, descimentos, aldeamentos e missões. No início do século XVIII, os jesuítas foram chamados para aldear esses indígenas no rio Abacaxis. Como não tiveram muito sucesso, mudaram o aldeamento para um lugar mais ao sul, chamado Itacoatiara, mesmo assim sem resultado. Os comerciantes luso-brasileiros tinham muito interesse em deixar livre a região, pois o rio Madeira era na época passagem natural para Vila Bela, então capital do Mato Grosso, que por sua vez dava acesso a Cuiabá e daí para o restante da colônia.

### O início da Guerra
Os comerciantes pressionaram o capitão do Forte de São José da Barra do Rio Negro, embrião da atual Manaus, para que mandassem suas tropas destruir as numerosas aldeias dos Mura ao longo dos rios Negro e Madeira.
Francisco X. Ribeiro Sampaio colecionava documentos que levassem a opinião pública a um consenso: a destruição total dos índios Mura. Argumentando que faziam emboscadas, impedindo assim a comunicação, a colonização e o comércio, chegou à conclusão de que se devia destruir esta nação, que "por sua natureza conserva cruel e irreconciliável inimizade com todas as demais nações (...), que professa por instinto de pirataria, grassando por todos os lugares de público trânsito em que deve haver maior segurança (...), que nas suas guerras e assaltos usa a mais bárbara tirania, não perdoando mesmo aos mortos, em que cometem inenarráveis crueldades, esfolando e rompendo cadáveres (...)".
Os combates foram difíceis para os portugueses. Por não se fixarem ao terreno, as duras campanhas empreendidas pelos portugueses, com o fim de limpar as calhas dos rios de suas ameaças, não surtiam efeito. Como consequência, durante os Séculos XVII e XVIII, os muras provocaram grandes prejuízos ao comércio, pois atacavam principalmente as embarcações que transportavam as especiarias e drogas do sertão. Nos combates, usavam técnicas de emboscadas e de incursões rápidas. Embora fossem massacrados, não desistiam da luta.
Um autor anônimo conta que no sítio de Guatazes uma divisão das tropas portuguesas surpreendera uma maloca às 18 horas, “fazendo-lhe uma linha de cerco por água e terra. Os homens, rompendo a linha, fugiram. As mulheres com suas crianças e todos os rapazes e meninas lançaram-se à água querendo ganhar uma ilha fronteira em tempo, onde estavam as canoas (...) morrendo todos afogados, em número de trezentos ou mais”.
A resistência dos Mura se prolongou por mais de cem anos. Utilizando a tática da guerrilha, conseguiram manter afastada a expansão colonial. Apenas no final do século XVIII, as missões carmelitas conseguiram aldear esses valentes indígenas.

### A destruição dos Muras
Muitos grupos foram dizimados ou aldeados, liberando os grandes rios, como Solimões, Madeira, Negro, Branco e Amazonas, aos invasores portugueses, que então podiam viajar por centenas de quilômetros através de suas ribeiras esvaziadas de gente e abandonadas.
O jesuíta João Daniel registrou: "Esses rios, um dia povoados de índios tão numerosos como nuvens de mosquitos e aldeias sem fim, com uma diversidade incontável de línguas e povos, foram abandonados: de mil índios, resta um".

## Outras atuações dos Muras
O longo tempo de hostilidades com os portugueses, o revide de tribos as quais por vezes subjugaram, e, sobretudo, sua participação na Cabanagem, quando se calcula que cerca de vinte mil muras foram mortos, acabaram por enfraquecê-los, sendo que, em meados do Século XIX, já haviam perdido todo o poderio.